# 南宮珉
南宮珉（韓語：남궁민，1978年3月12日—），姓氏為南宮，韓國男演員，名字常被譯為南宮民。

## 簡歷
從小出生在平凡的家庭，父親是校長（已退休），母親是家庭主婦，弟弟在銀行業工作。大二時看到演員甄選廣告作為入伍前紀念便去參加甄選，因為並非科班出身也從未有過任何表演經驗而落選，卻意外對演戲產生熱忱，從此踏入演員生涯。一開始時連經紀人也沒有，只是作為臨時演員自己到處奔波，已故演員崔真實看他十分辛苦便幫忙介紹了經紀人，開始在電視劇《大朴家族》演起情境劇。入行前五年因演技差勁常被導演辱罵，連椅子都沒辦法好好坐，聽到使喚就要馬上出去幫忙，隨時都要看人臉色。也是在這段期間讓他心志鍛鍊得更堅強。
剛出道時的他戴著眼鏡笑容溫柔，有「小裴勇俊」之稱，後來接受建議拿掉眼鏡，才找到自己的特色，於2006年在賣座電影《卑劣的街頭》飾演反派。真正受到矚目是2011年電視劇《能聽見我的心嗎》裡為了復仇而黑化的男二奉馬陸。但這之後的發展卻不太順利，到第13集才開始有成年戲份的《山蒜醬湯》因收視率欠佳被腰斬，原本預定跟金賢重合演的《都市征伐》也被取消。2014年開始在綜藝節目《我們結婚吧》固定出演，與trot歌手洪真英的合作獲得好評，2015年演出《看見味道的少女》裡的殺人魔權在熙就此打開戲路，同年《Remember：兒子們的戰爭》裡出色詮釋劇中十惡不赦的南圭萬，一躍成為「國民惡人」，才有了在韓國無線三台（KBS, SBS, MBC）迷你劇擔綱男主角的機會。

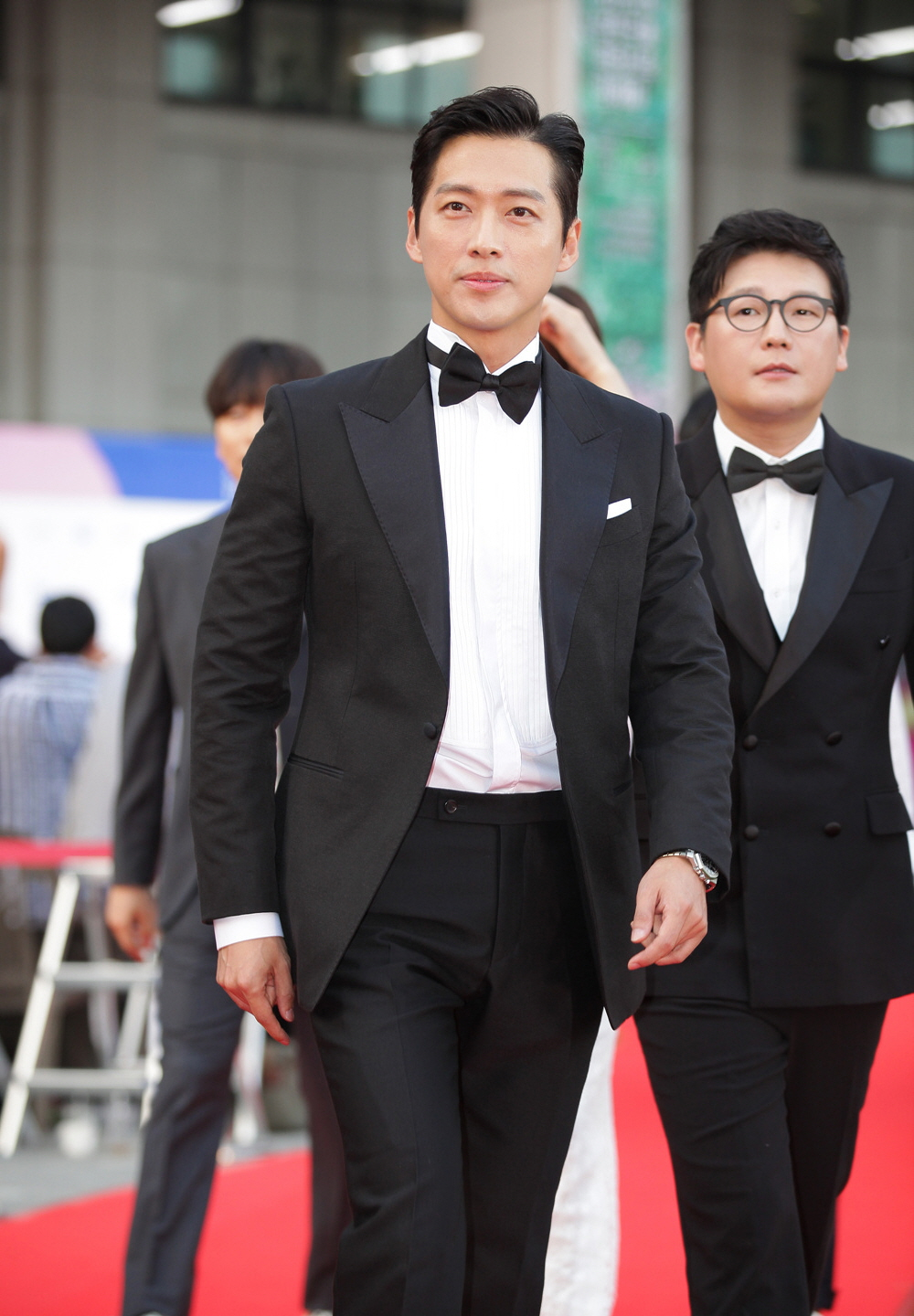
南宮珉2017年於富川國際奇幻影展紅毯

在演藝圈裡，南宮珉演員的筆記非常出名，他會在演出劇本的空白處寫上密密麻麻的心得再剪貼到筆記本裡，演出完畢後還會收看電視播出，繼續檢視有否不足，將心得以及需改進處一一記錄。從2017年的《金科長》開始，再到2019年的《監獄醫生》和《Stove League》，演出作品叫好叫座，反派、喜劇、正劇都能駕馭自如的演技深受肯定，有「無論何時何地都可信任的演員」之稱（韓語:믿보배）。2019年的《監獄醫生》呼聲極高卻未拿到KBS電視台年度大賞的任何獎項，為之抱屈者按讚上萬，上了韓網熱搜。根據中央日報報導，2020年的《Stove League》在製作期間波折不斷，劇本早在2016年MBC電視劇徵募賽中獲得優秀獎，但一般認為體育類劇本回收成本困難，遲至三年後才被SBS電視台選中。原本製作公司屬意的第一男主角也不是南宮珉，是因為原本人選收到劇本後遲未答覆演出，而南宮珉在看過劇本後竟親自打電話給新人作家李新華爭取演出，對催生《Stove League》這部電視劇產生莫大的幫助。第56屆百想藝術大獎，南宮珉以《Stove League》裡的白團長三度入圍最佳男主角，本被視為大熱門人選，卻以一票之差再度與獎項擦身而過，因此李新華作家特地在IG發文感謝南宮珉演員，救援了一個新人編劇原本以為不可能實現的夢想，而南宮珉在第一次與李新華見面時所說的:「我認為以名氣論英雄的時代已經過去了！」，也被傳為一時佳話。
2022年出演《千元律師》男主角，以出色且生動的演技飾演正義律師「千智勳」角色，首集播出的全國平均收視率創下8.1%亮眼成績，後又以細膩的演技將收視率提升至12.9%，被譽為拯救收視率的演員。
　

## 個人生活
2022年9月，南宮珉透過經紀公司證實即將與交往七年的女友陳雅凜結婚。兩人初次相遇，是在南宮珉2015年自導自編作品中，以導演、演員身分結識，隔年公開認愛。南宮珉更在去年獲得演技大賞時，在得獎感言感謝女方一直都在他身邊。

## 影視作品

### 電視劇
| 年份   | 頻道      | 劇名                         | 角色           | 備註          |
| 2002年 | SBS       | 大朴家族                     | 南宮珉         |               |
| 2003年 | KBS       | 珍珠項鍊                     | 黄俊浩         |               |
| 2003年 | KBS       | 玫瑰籬笆                     | 韓東賢         |               |
| 2004年 | KBS       | 我的寶貝子女                 | 安振國         |               |
| 2005年 | KBS       | 玫瑰色人生                   | 池博士         |               |
| 2006年 | MBC       | 精彩的一天                   | 姜東河         | 主演          |
| 2010年 | KBS       | 富翁的誕生                   | 秋雲碩         | 主演          |
| 2011年 | MBC       | 能聽見我的心嗎？             | 張俊河／奉馬陸 | 主演          |
| 2012年 | SBS       | 清潭洞愛麗絲                 | 蘇仁燦         | 客串第1-3集   |
| 2012年 | KBS       | Drama Special—靜止的相片     | 金賢秀         |               |
| 2013年 | MBC       | 龜巖許浚                     | 柳道知         | 主演          |
| 2013年 | E Channel | 失業救助羅曼史               | 金宗代         | 主演          |
| 2014年 | tvN       | 需要浪漫3                    | 姜太潤         | 主演          |
| 2014年 | JTBC      | 12年後的重逢：山蒜醬湯       | 柳俊秀         | 主演          |
| 2014年 | tvN       | 我的秘密飯店                 | 趙成謙         | 主演          |
| 2015年 | SBS       | 看見味道的少女               | 權在熙         | 主演          |
| 2015年 | SBS       | Remember－兒子的戰爭         | 南圭萬         | 主演          |
| 2016年 | SBS       | 美女孔心                     | 安端泰／石俊表 | 主演          |
| 2016年 | SBS       | Doctors                      | 南風           | 特別出演      |
| 2017年 | KBS       | 金科長                       | 金成龍         | 主演          |
| 2017年 | JTBC      | Man to Man                   | 南圭萬         | 特別出演      |
| 2017年 | SBS       | 操作                         | 韓武英         | 主演          |
| 2017年 | KBS       | Drama Special—你其實近在咫尺 |                | 特別出演      |
| 2018年 | SBS       | 訓南正音                     | 姜訓南         | 主演          |
| 2019年 | KBS2      | 監獄醫生                     | 羅以載         | 主演          |
| 2019年 | SBS       | 金牌救援：Stove League       | 白承洙         | 主演          |
| 2020年 | tvN       | 晝與夜                       | 都正宇         | 主演          |
| 2021年 | MBC       | 黑色太陽                     | 韓志赫         | 主演          |
| 2022年 | SBS       | 千元律師                     | 千智勳         | 主演          |
| 2023年 | SBS       | 模範計程車2                  | 千智勳         | 特別出演第9集 |
| 2023年 | MBC       | 戀人                         | 李張灦         | 主演          |
| 2025年 | SBS       | 我們的電影                   | 李濟河         | 主演          |

### 電影
| 年份   | 片名                 | 角色   | 備註     |
| 2002年 | 《壞男人》           | 賢秀   |          |
| 2006年 | 《卑劣的街頭》       | 民豪   |          |
| 2007年 | 《Beautiful Sunday》 | 民宇   |          |
| 2016年 | 《夜色撩人》         | 鍾橋北 |          |
| 2017年 | 《兼職特務》         | 珉錫   | 特別出演 |

### MV
- 2002年：Cool《小矮人愛的白雪公主》
- 2002年：Cool《去年，今日》
- 2006年：Leo《你忘記的那一天》（與劉珠熙）
- 2014年：洪真英《Cheer Up (산다는 건)》
- 2016年：孝敏《Sketch》

## 綜藝節目
| 播放期間                     | 頻道 | 節目名稱          | 備註                   |
| 2004年11月12日—2005年4月29日 | KBS  | 《音樂銀行》      | 主持人，與蘇怡賢搭檔。 |
| 2014年3月22日—2015年3月7日   | MBC  | 《我們結婚了》    | 與洪真英組成蒲公英夫妻 |
| 2016年10月21日—2017年3月24日 | KBS  | 《歌曲之爭—勝負》 | 主持人                 |
| 2020年6月26日—9月18日        | Mnet | 《I-LAND》        | 主持人                 |

## 典禮主持
- 2017年10月22日：亞洲第一韓流文化節「2017釜山同一個亞洲文化節」 (Busan One Asia Festival 2017, 簡稱 BOF) BOF開幕式主持
- 2017年12月31日：2017 KBS演技大獎

## 導演作品

### 電影
- 2018年：《Light My Fire》（自編自導）

## 獎項
| 年度   | 大獎                          | 獎項                                  | 作品                                         | 結果 |
| 1995年 | 第5屆 KMTV Music Star選拔大會 | VJ大賞                                | 不適用                                       | 獲獎 |
| 2003年 | 第17屆KBS演技大賞             | 男子獨幕劇優秀演技賞                  |                                              | 獲獎 |
| 2005年 | 第19屆KBS演技大賞             | 人氣賞                                | 《玫瑰色人生》                               | 獲獎 |
| 2005年 | 第19屆KBS演技大賞             | 最佳情侶獎（與李泰蘭）                | 《玫瑰色人生》                               | 獲獎 |
| 2011年 | 第38屆MBC演技大賞             | 迷你劇部門 男子優秀賞                 | 《能聽見我的心嗎？》                         | 提名 |
| 2012年 | 第26屆KBS演技大賞             | 獨幕劇部門 男子優秀獎                 | 《Drama Special—靜止的相片》                 | 提名 |
| 2013年 | 第40屆MBC演技大賞             | 長篇劇部門 男子優秀演技賞             | 《龜巖許浚》                                 | 提名 |
| 2014年 | 第14屆MBC演藝大賞             | 年度新星獎                            | 《我們結婚了》                               | 獲獎 |
| 2015年 | 第22屆SBS演技大賞             | 迷你劇部門 男子特別演技賞             | 《看見味道的少女》                           | 獲獎 |
| 2016年 | 第4屆 DramaFever Awards       | 最佳反派獎                            | 《看見味道的少女》、《Remember－兒子的戰爭》 | 獲獎 |
| 2016年 | 第5屆APAN Star Awards         | 中篇電視劇 男子優秀演技賞             | 《Remember－兒子的戰爭》                     | 獲獎 |
| 2016年 | 第52屆百想藝術大賞            | 電視部門 男子最優秀演技賞             | 《Remember－兒子的戰爭》                     | 提名 |
| 2016年 | 第52屆百想藝術大賞            | 男子人氣賞                            | 《Remember－兒子的戰爭》                     | 提名 |
| 2016年 | 第1屆Asia Artist Awards       | Best Celebrity賞                      | 《Remember－兒子的戰爭》                     | 獲獎 |
| 2016年 | KBS演藝大賞                   | 最佳演藝人員賞                        | 《歌曲之爭—勝負》                            | 獲獎 |
| 2016年 | 第23屆SBS演技大賞             | 十大明星賞                            | 《Remember－兒子的戰爭》《美女孔心》         | 獲獎 |
| 2016年 | 第23屆SBS演技大賞             | 浪漫喜劇部門 男子最優秀演技賞         | 《美女孔心》                                 | 獲獎 |
| 2017年 | 第5屆DramaFever Awards        | 最佳反派獎                            | 《Remember－兒子的戰爭》                     | 提名 |
| 2017年 | 第8屆韓國大眾文化藝術獎       | 文化體育觀光部長官表彰                | 不適用                                       | 獲獎 |
| 2017年 | 第2屆Asia Artist Awards       | Best Artist賞                         | 不適用                                       | 獲獎 |
| 2017年 | 第24屆SBS演技大獎             | 月火劇部門 男子最優秀演技賞           | 《操作》                                     | 獲獎 |
| 2017年 | 第24屆SBS演技大獎             | 大賞                                  | 《操作》                                     | 提名 |
| 2017年 | 第53屆百想藝術大賞            | 電視部門 男子最優秀演技賞             | 《金科長》                                   | 提名 |
| 2017年 | 第53屆百想藝術大賞            | 男子人氣賞                            | 《金科長》                                   | 提名 |
| 2017年 | 第31屆KBS演技大獎             | 男子最優秀演技獎                      | 《金科長》                                   | 獲獎 |
| 2017年 | 第31屆KBS演技大獎             | 最佳情侶獎（與李俊昊）                | 《金科長》                                   | 獲獎 |
| 2017年 | 第31屆KBS演技大獎             | 最佳情侶獎（與南相美）                | 《金科長》                                   | 提名 |
| 2017年 | 第44屆韓國放送大獎            | 演技獎                                | 《金科長》                                   | 獲獎 |
| 2019年 | 第33屆KBS演技大獎             | 男子最優秀演技獎                      | 《監獄醫生》                                 | 提名 |
| 2019年 | 第33屆KBS演技大獎             | 迷你電視劇部門 男子優秀演技獎         | 《監獄醫生》                                 | 提名 |
| 2019年 | 第33屆KBS演技大獎             | 男子人氣獎                            | 《監獄醫生》                                 | 提名 |
| 2020年 | 第56屆百想藝術大賞            | 電視部門 男子最優秀演技獎             | 《Stove League》                             | 提名 |
| 2020年 | 第56屆百想藝術大賞            | 男子人氣獎                            | 《Stove League》                             | 提名 |
| 2020年 | 第33屆韓國畫梅獎              | 男子最優秀演技獎                      | 《Stove League》                             | 獲獎 |
| 2020年 | 第27屆SBS演技大獎             | 大獎                                  | 《Stove League》                             | 獲獎 |
| 2020年 | 第27屆SBS演技大獎             | 題材及動作迷你劇部門 男子最優秀演技獎 | 《Stove League》                             | 提名 |
| 2021年 | 第7屆亞洲明星盛典             | 迷你劇部門 男子最優秀演技獎           | 《Stove League》                             | 提名 |
| 2021年 | 第33屆韓國PD大賞              | 演員部門出演者獎                      | 《Stove League》                             | 獲獎 |
| 2021年 | 第48屆MBC演技大獎             | 大獎                                  | 《黑色太陽》                                 | 獲獎 |
| 2021年 | 第48屆MBC演技大獎             | 迷你劇部門 男子最優秀演技獎           | 《黑色太陽》                                 | 提名 |
| 2022年 | 第八屆APAN Star Awards        | 迷你劇 男子最優秀演技獎               | 《黑色太陽》                                 | 提名 |
| 2022年 | SBS演技大獎                   | 大獎                                  | 《千元律師》                                 | 提名 |
| 2022年 | SBS演技大獎                   | Directors奖                           | 《千元律師》                                 | 獲獎 |
| 2022年 | SBS演技大獎                   | 迷你劇浪漫喜劇部門 男子最優秀演技獎   | 《千元律師》                                 | 提名 |
| 2023年 | 大韩民国大众文化艺术奖        | 国务总理表彰                          | 不適用                                       | 獲獎 |
| 2023年 | 韓國畫梅獎                    | 男子最優秀演技獎                      | 《戀人》                                     | 獲獎 |
| 2023年 | Fundex Awards                 | 韓劇演員部門 - 電視劇男子最優秀獎     | 《戀人》                                     | 獲獎 |
| 2023年 | APAN Star Awards              | 中篇連續劇 男子最優秀演技獎           | 《戀人》                                     | 提名 |
| 2023年 | MBC演技大獎                   | 大獎                                  | 《戀人》                                     | 獲獎 |
| 2023年 | MBC演技大獎                   | 最佳情侶獎（與安恩真）                | 《戀人》                                     | 獲獎 |
| 2024年 | 第60屆百想藝術大獎            | 電視部門 男子最優秀演技賞             | 《戀人》                                     | 獲獎 |

## 外部連結
- Star Park 
- 南宮珉的Instagram帳戶